# Luke Zahradka
Luke Zahradka (* 4. Juli 1991 in Franklin Square, Nassau County (New York), USA) ist ein amerikanisch-italienischer American-Football-Spieler auf der Position des Quarterbacks. Er spielte zuletzt für die Milano Seamen in der European League of Football (ELF). Dazu spielt er in den italienischen Nationalmannschaften sowohl für American Football als auch für Flag Football.

## Karriere
In der High School spielte Zahradka auch Baseball, Basketball und Dodgeball. Seine College-Zeit von 2009 bis 2013 verbrachte er bei den Bentley Falcons.
Zahradka wechselte anschließend nach Europa. Seine erste Station waren 2013 die Kirchdorf Wildcats in der German Football League 2. Anschließend wechselte er zu den Spartiates d’Amiens in Frankreich. 2015 spielte er erstmals in Italien, bei den Dolphins Ancona. Die Saison 2016 verbrachte er bei den Prague Black Panthers in der ČLAF, wo er erstmals einen nationalen Meistertitel holte.
Seit der Saison 2017 spielt Zahradka für die Milano Seamen. Mit den Seamen wurde er bis 2019 dreimal in Folge italienischer Meister, wobei Zahradka selbst 2017 und 2019 als Most Valuable Player (MVP) ausgezeichnet wurde. Mit den Seamen wechselte er 2023 in die ELF. Nach der Saison wechselte er zur Frankfurt Galaxy, bei denen er den langjährigen Quarterback Jakeb Sullivan ablöste.

### Nationalmannschaften
2016 wurde Zahradka, der auch die italienische Staatsbürgerschaft hat, erstmals in die italienische Nationalmannschaft berufen. Mit dieser gewann er die Europameisterschaft 2021, wobei er als MVP des Turniers ausgezeichnet wurde. Zudem gewann er mit der italienischen Flag-Football-Nationalmannschaft die Silbermedaille bei den World Games 2022.